# Miconia mirabilis
Miconia mirabilis là một loài thực vật có hoa trong họ Mua. Loài này được (Aubl.) L.O. Williams mô tả khoa học đầu tiên năm 1963.